# HD20476
HD20476 є хімічно пекулярною зорею спектрального класу
A5 й має видиму зоряну величину в смузі V приблизно  9,2.

## Пекулярний хімічний вміст
Зоряна атмосфера GSC2852-1042 має підвищений вміст 
Si
.